# Oconaluftee River
Der Oconaluftee River entwässert das mittlere und südliche Oconaluftee Valley der Great Smoky Mountains in North Carolina, ehe er in den Tuckasegee River mündet. Der Fluss fließt durch das Qualla Boundary, einem staatlichen land trust, dass dem Eastern Band of Cherokee Indians als Art Reservat dient.

## Geologie
Beech Flats Prong ist ein Bach, der durch den Zusammenfluss verschiedener Quellen nahe Newfound Gap hoch in den Appalachen nahe der Grenze zwischen North Carolina und Tennessee entsteht. Der Bach fließt etwa 16 Kilometer nach Süden, wo er sich mit dem Smith Branch, Kepharts Prong und dem Kanati Fork vereint, wodurch der Oconaluftee River entsteht. Er fließt weiter nach Süden, wo er sich mit dem Bradley Fork verbindet, der die Wassermenge deutlich erhöht. Eine größere, flache Ebene wird durch die Einmündung des Raven Fork bei Cherokee gebildet, an dieser wendet sich der Fluss nach Westen. Der Fluss fließt durch die Gemeinden Smokemount, das Oconaluftee Village, Cherokee, Indian Hills und Birdtown, ehe er nahe bei Bryson City im Swain County in den Tuckasegee River mündet.

## Geschichte

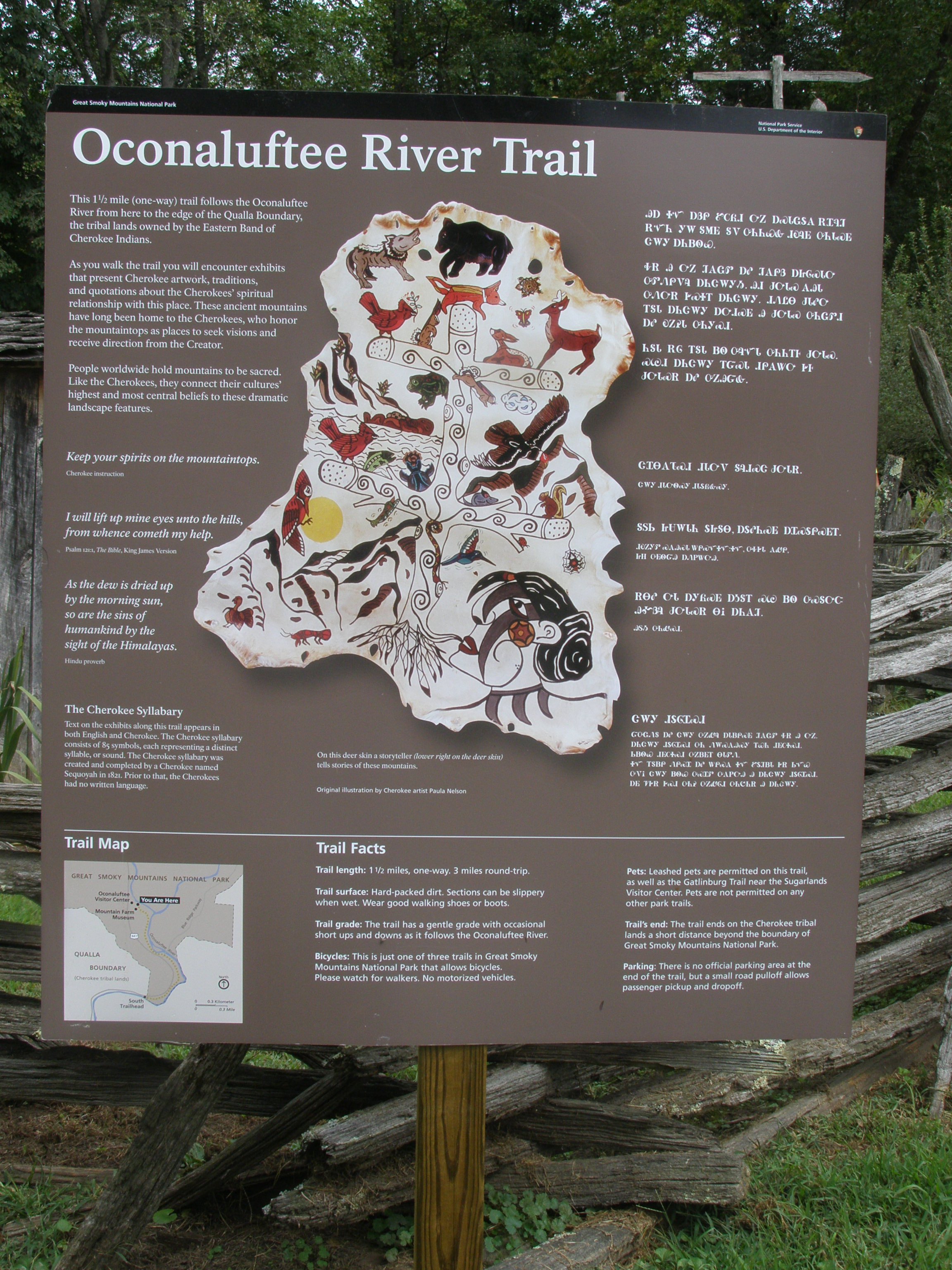
A river trail sign

Die Cherokee betrachteten das Wasser des Ocona Luftee als heilig. Der Name wurde vom Namen des Cherokeedorfes Egwanulti abgeleitet, das vor der Kolonisation der Region durch die Europäer bereits existierte. Der Name des Dorfes kann mit am Fluss übersetzt werden. Der Flusslauf und die Lage des Dorfes existierten bereits vor Ankunft des frühen Erforschers der Region John Bartram.
Während der Vertreibung der Indianer in den 1830ern waren nur die Cherokee, die eigenes Land besaßen oder auf Land lebten, das anderen Privatpersonen gehörte, vor der Zwangsumsiedlung geschützt. Rund 500 Cherokee angeführt von Yonaguska lebten auf dem Land eines weißen Mannes, William Holland Thomas, der es als Treuhänder für die Indianer gekauft hatte. Ein kleinerer Clan, angeführt von Utsala, von etwa 150 Personen die am Nantahala River gelebt hatten, schlossen sich ihnen an. Andere Gruppen der Cherokee lebten in Snowbird und am Ufer des Cheoah River und blieben ebenfalls in North Carolina. Sofern nötig konnten sie auf das Land Thomas flüchten, um vor der Vertreibung geschützt zu werden. Ihre Nachfahren bilden heute den Eastern Band of Cherokee Indians. In den 1870ern erweiterten die Cherokee ihr Land und etablierten das Qualla Boundary.

## Archäologie
Wesentliche Fundstätten befinden sich in den ebenen Gebieten rund um die Einmündungen der Bäche Mingus Creek, Toe String Creek, Bradley Fork und Collins Creek.